# Kutenhard

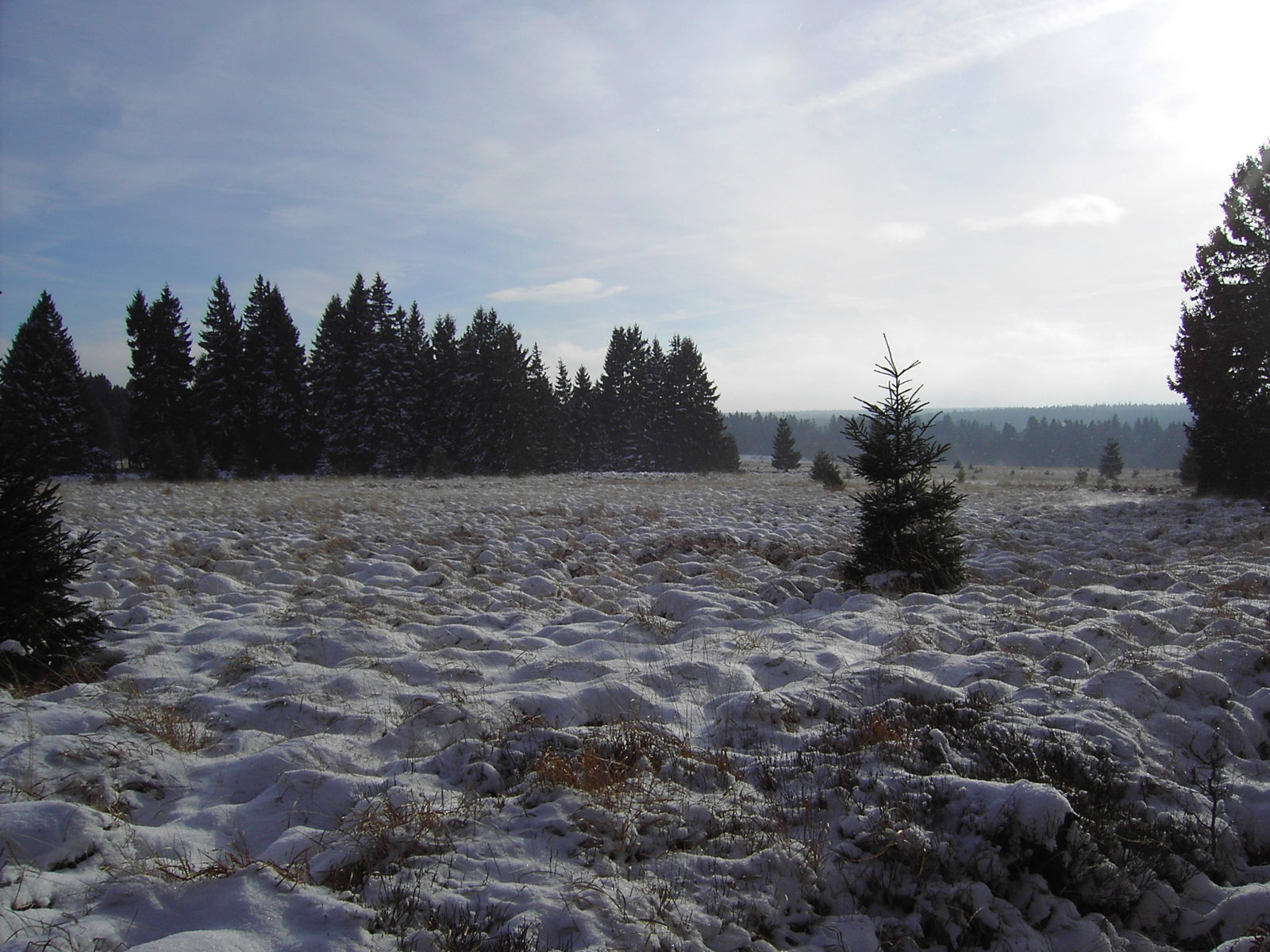
Kutenhard en hiver

Kutenhard orthographié aussi Kutenhart est une lande marécageuse et tourbeuse située sur le plateau des Hautes Fagnes dans le massif de l'Eifel et faisant  partie de la commune d'Eupen en province de Liège (Belgique).

## Situation
Cette fagne occupe la partie occidentale des Hautes Fagnes nord-orientales et se situe sur le versant nord du Getzbach, un  ruisseau fagnard affluent de la Vesdre. On y accède depuis la maison forestière de Ternell (parking). Elle se prolonge à l'ouest par la petite fagne et les pessières de Stuhl et à l'est par la vaste fagne d'Allgemeines Venn. 
Au nord de Kutenhard, se situe l'ancien hameau de Reinartzhof cité en 1338, comptant initialement une ferme-auberge puis des fermes. Il fut définitivement abandonné en 1971 pour préserver la qualité des eaux du barrage d'Eupen. En souvenir des habitants, une chapelle dédiée à la Vierge Marie, fut construite en 1973 par les scouts de Raeren.

## Description
La fagne de Kutenhard est reprise comme site de grand intérêt biologique pour une superficie de 295,48 ha. Elle est principalement constituée d'une tourbière ne dépassant toutefois pas une épaisseur de 30 cm. Toutefois, la partie occidentale de cette tourbière a disparu ou diminué, consumée à la suite d'un incendie en 1947.

## Activités et tourisme
La circulation dans la fagne est strictement règlementée. Kutenhard se trouve en zone B, c'est-à-dire sans accompagnement d'un guide mais en n'empruntant que les sentiers balisés .

## Liens et sources
- « La biodiversité en Wallonie », sur wallonie.be (consulté le 21 avril 2023)
- « amisdelafagne.be/HF/Portaits/K… »(Archive.org • Wikiwix • Archive.is • Google • Que faire ?)
- "Guide du Plateau des Hautes Fagnes" de R. Collard et V. Bronowski - Édition "Les Amis de la Fagne" 1977